# Bishop Rock
Bishop Rock  (em cornuálio: Men an Eskob) é uma minúscula ilha de 46 m de comprimento por 16 m de largura, formada apenas por alguns rochedos, sendo uma das inúmeras ilhotas que pertencem às Ilhas Scilly. Bishop Rock é tão pequena, que possui apenas uma construção: o Farol de Bishop Rock ((em inglês): Bishop Rock Lighthouse), erguido em 1858 (depois de 11 anos de construção), que tem 49 metros de altura e que ocupa toda a sua área. Por conta dessa construção, essa ilha entrou para o Guinness Book como a menor ilha do mundo a possuir uma estrutura feita pelo homem.
Situada a cerca de 50 quilômetros da costa sudoeste da península da Cornualha, na Inglaterra, é um local de difícil acesso por conta das rochas e corais que cercam a ilha. Desta forma, para facilitar a chegada de visitantes, foi-se construído um heliponto no topo da torre do Farol de Bishop Rock.

## O Farol
O Farol de Bishop Rock, também conhecido como O Rei dos Faróis, possui 10 andares, com escada em espiral para o 2º andar com uma porta (feita de metal - provavelmente bronze - e instalada em 1887) que conduz a uma escada de metal externo (provavelmente bronze) que levam aos outros 9 andares. As características de cada andar estão listadas abaixo:
- 1º andar - Tanque de água, que fornece água fresca para o guarda do farol
- 2º andar - Sala de entrada com porta metálica que leva à escada exterior para base abaixo
- 3º andar - Arrecadação, com janela
- 4º andar - Primeira sala de óleo, com tanques de óleo usados anteriormente para acender a lâmpada
- 5º andar - Sala do segundo óleo, com janela
- 6º andar - Sala de estar para o guarda do farol, com janela
- 7º andar - Quarto para detentor de farol, com janela
- 8º andar - Armazém
- 9º andar - Sala de serviço
- 10º andar - Lâmpada
- Topo - Heliponto

### História
As rochas em torno das Ilhas Scilly causaram inúmeros naufrágios no passado, entre os quais o Desastre das Ilhas Scilly de 1707, em que cerca de 2.000 pessoas morreram. Naquela época, a sinalização das rochas ao redor das Ilhas Scilly foi confiada ao farol construído em 1860 na Ilha de St Agnes. Porém, a corporação da Trinity House decidiu que isso era inadequado e decidiu então construir um farol nas pedras mais ocidentais das Ilhas Scilly, que é a Bishop Rock.

#### Primeira Construção
O engenheiro-chefe da Trinity House, James Walker, opôs-se à construção de uma torre de granito, argumentando que a rocha era muito pequena e exposta à fúria do Atlântico: na área, estimava-se naquela época uma média de 30 tempestades e Walker mostrou que a pressão do vento poderia exceder 7.000 libras por pé quadrado (psf), ou 3.42 Kgf / cm².
Foi decidido então construir-se um farol tubular de ferro fundido suportado por seis pilões (também de ferro fundido) enroscados na rocha de granito, unidos com barras de ferro: de acordo com o designer, desta forma as ondas passariam entre os pólos oferecendo menos resistência a uma torre de alvenaria sólida e, portanto, sem tensões mecânicas particulares à estrutura. Em 1847, foram atribuídas 12.500 libras e, em 1849, o edifício de 36 metros de altura foi concluído, com exceção do equipamento leve, mas no dia 5 de fevereiro daquele ano, uma tempestade de potência excepcional, que também causou danos às Ilhas Scilly, varreu toda a estrutura.

#### Segunda Construção
O engenheiro Walker, que trabalhava em colaboração com Nicholas Douglass e seu filho James, voltou à ideia de uma torre de granito, ao estilo do Farol Eddystone, construído por John Smeaton em 1759. Após um minucioso escrutínio da rocha, ele escolheu como äbrigo do farol" um ponto que permitiria uma base de 10 metros de diâmetro. A rocha foi continuamente varrida pelas ondas superficiais, e os blocos inferiores da alvenaria tiveram que ser colocados cerca de 30 centímetros abaixo do nível da maré baixa. Uma forte represa provisória foi construída em torno da fundação, após o que a água foi bombeada para permitir que os pedreiros trabalhem em seco. Os trabalhadores foram alojados em uma ilha desabitada próxima, onde as estruturas foram construídas para acomodá-los, oficinas e armazenamento; quando as condições climáticas lhe permitiram chegar ao estaleiro marítimo e voltar para a ilha no final do turno. Os blocos de granito vieram do continente até o depósito na ilha, onde foram numerados e moldados antes de serem enviados para o local de construção; aqui os blocos acabados de peso variável entre uma e duas toneladas foram colocados e trancados em todos os lados por bordas ranhuras, de modo a formar uma massa imóvel. Precisamente devido ao mau tempo freqüente, as mudanças foram curtas e demoradas, então a construção da torre só levou sete anos. Foram utilizadas 2500 toneladas de granito, com um custo de 34.560 libras naquele momento. A luz foi iluminada pela primeira vez em 1 de setembro de 1858 após 11 anos de trabalho, e o farol foi considerado um triunfo da engenharia inglesa. O trabalho recebeu elogios da esposa do príncipe do Reino Unido, Alberto de Saxe-Coburgo-Gota, marido da rainha Vitória do Reino Unido. Durante uma tempestade particularmente violenta, pouco depois da inauguração, uma onda puxou o sino do sinal de névoa, pesado 550 libras, de seu suporte na "galeria" a 30 metros de altura. Em 20 de abril de 1874, outra tempestade caiu sobre as Ilhas Scilly: 35 metros de ondas caíram na torre, fazendo com que ela se afunde perigosamente; os guardiões suportaram o desastre. Com o tempo, os sinais de colapso tornaram-se evidentes, os prismas ópticos quebraram devido aos movimentos da estrutura.

#### Terceira Construção:O Rei dos Faróis
Em 1881, Sir James Duglas realizou uma inspeção minuciosa do farol, detectando graves danos estruturais. Foi decidido iniciar o trabalho de consolidação e aumentar a elevação de 12 metros; Douglas projetou uma nova torre superior que abrangeria a existente, uma intervenção revolucionária para a era. Em 25 de maio de 1883, o trabalho começou sob a orientação de seu filho William enquanto o farol antigo continuava a funcionar. A base foi reforçada com uma enorme parede de blocos de granito afundando na rocha e solidamente dobrada: as ondas teriam baixado parte de sua energia antes de bater no farol. Devido à falta de espaço, não foi possível construir andaimes, o que fez o trabalho que teve que ser realizado usando apenas cordas feitas mais difíceis. A antiga torre tornou-se uma parte estruturalmente cooperativa da nova, a parte de rafting foi completada pela continuação da nova alvenaria, com uma espessura média de cerca de um metro. Mais de 3200 toneladas de granito foram adicionadas: no final do trabalho, o peso total da torre, com 44 metros de altura, foi de 5720 toneladas e o custo total atingiu 66 mil libras. A nova lanterna foi acesa em 25 de outubro de 1887.

##### Atualizações Recentes
O farol foi eletrificado em 1973 e automatizado em 1991, mas foi guardado até 1992. Acima da lanterna foi construída uma plataforma para o pouso de helicópteros, de uma capacidade de 3600 kg, para facilitar o acesso a técnicos de manutenção periódicos. Hoje, o acesso ao farol é apenas por via aérea. Em 13 de junho de 2007, o sinal de neblina ficou fora de serviço.

##### Estrutura
A Estrutura do farol é composta de uma torre de bloco de granito de 49 metros de altura, coberta pela lanterna. A altura do plano focal é de 44 metros (144 pés). A torre parece cinza porque não está pintada, a lanterna e a plataforma são pintadas de branco. A torre abriga as instalações onde os guardiões estavam hospedados, agora não são mais usados.

##### Sinal Óptico
A lâmpada é elétrica, a ótica gira com lentes hiper-radiais, com uma distância focal de 1320 milímetros. A característica são dois flashes brancos durante um período de 15 segundos.

##### Sinal de neblina
O sinal de nevoeiro, que já não estava em uso desde 13 de junho de 2007, era uma característica de chifre de dois sons (um longo e um curto) durante um período de 90 segundos.